# Breien (textiel)

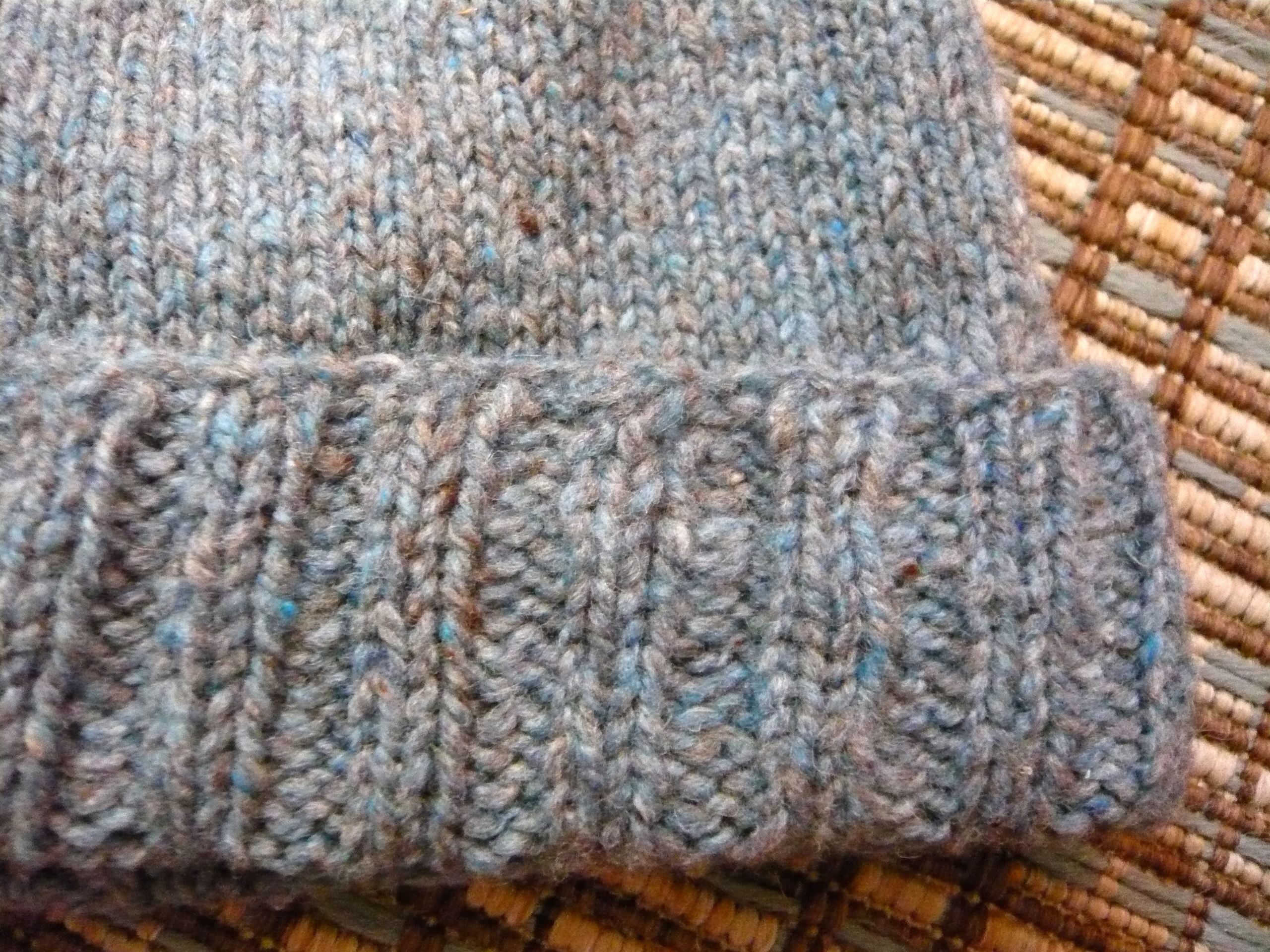
Voorbeeld van een gebreide muts, bovenaan de tricotsteek, onderaan een boordsteek

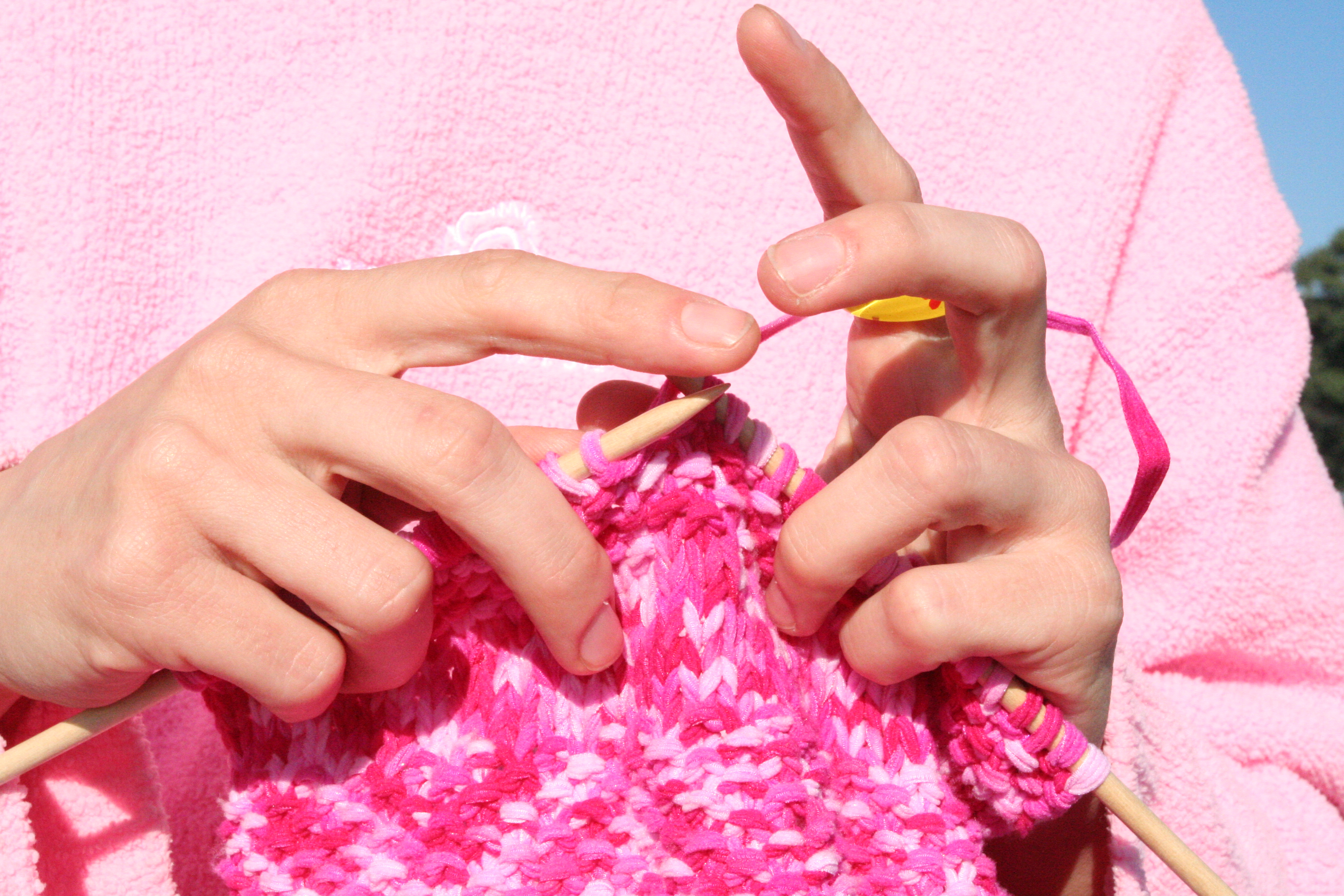
Close-up van een breier

Breien is van oorsprong een ambachtelijke techniek waarbij doorlopend garen met behulp van twee of meer breinaalden wordt verwerkt tot textiel, vaak als basis voor kledingstukken en accessoires. Samen met weven is breien een van de meest voorkomende methoden om textiel te vervaardigen. Gebreide stof bestaat uit aaneengeschakelde lussen, waardoor het een elastisch karakter krijgt. Wol en acryl zijn de meest gebruikte vezels voor breigaren, maar ook andere materialen zoals katoen, zijde, bamboevezels, linnen en hennepvezel worden gebruikt. Truien, sokken, sjaals en mutsen behoren tot de populairste breiwerken, maar ook andere kledingstukken en accessoires kunnen met deze techniek worden vervaardigd.
Handmatig breien, als een vorm van ambachtelijk handwerk, was tot in de 20e eeuw een gebruikelijke methode om kleding te vervaardigen, maar wordt in de 21ste eeuw voornamelijk beoefend als creatieve hobby. In de moderne textielindustrie worden diverse kledingstukken met behulp van breimachines geproduceerd, wat zorgt voor een hogere productiesnelheid en bredere toepassingsmogelijkheden. Hierdoor kunnen bijvoorbeeld heel fijn breiwerk of complexe breipatronen foutloos worden uitgevoerd.

## Geschiedenis

### Etymologie
Breien (of ook breiden) komt in het Middelnederlands voor. Het Nederlandse werkwoord is verwant aan onder andere het Oudsaksisch bregdan (vlechten, knopen), het Oudfries brîda of breida (trekken, rukken), het Oudhoogduits brettan (trekken, weven) en het Oudengels bregdan (trekken, rukken, vlechten). Al deze vormen gaan terug op de wortel *bherH- (dat 'boren' betekende) in het Proto-Indo-Europees. Hoe het werkwoord precies de betekenissen 'trekken', 'weven' en uiteindelijk 'breien' verkreeg, is onduidelijk.

### Ontstaan

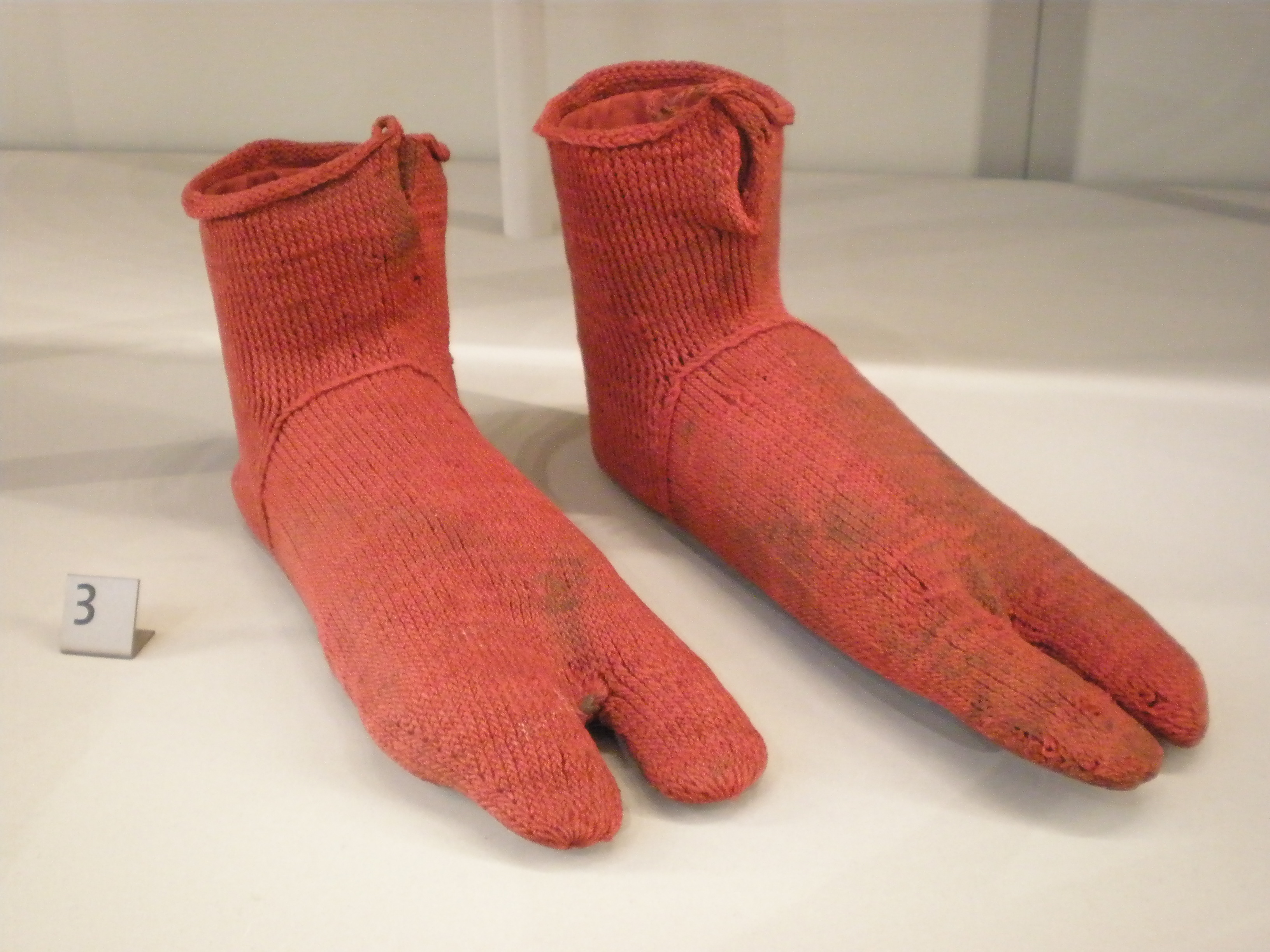
Egyptische sokken, 300-500 n.Chr., gebreid volgens de oudere, tragere methode van naaldbinden

De mens weeft al duizenden jaren stoffen. Breien is vermoedelijk ontstaan uit oudere, wijdverspreide methodes om van garen textiel te maken. Voor de introductie van breien en haken deed men in verschillende culturen aan naaldbinden (van het Deense nålebinding, een neologisme uit jaren 1970). Naaldbinden lijkt op haken, met het grote verschil dat er niet met een haaknaald, maar een gewone naald gewerkt wordt en met korte stukken draad. De draad wordt met de naald door een lus gehaald, waardoor een nieuwe lus ontstaat. Enkele van de oudste vondsten van naaldgebonden textiel zijn een lapje stof uit de Syrische stad Dura Europos uit de 3e eeuw n.Chr., sandaalsokken van Egyptische Kopten uit de 4e eeuw en hoofddeksels en sjaals uit de Peruviaanse Paracas- en Nazcaculturen van tussen 300 v.Chr. en 300 n.Chr. Vermoedelijk is de techniek verschillende eeuwen of zelfs millennia ouder.
Breien zou in het Midden-Oosten ontstaan zijn als een adaptatie van naaldbinden, met twee naalden in plaats van een. De oudste voorbeelden van eigenlijk breiwerk komen uit Egypte. Men gaat ervan uit dat de gevonden kledingstukken – waaronder katoenen sokken met kleurrijke patronen – tussen de 11e en de 14e eeuw gemaakt werden.
Vanuit het Midden-Oosten verspreidde de breitechniek tijdens de hoge en late middeleeuwen naar Europa. De oudste archeologische vondst van breiwerk in Europa is een zijden kussensloop uit de late 13e eeuw, aangetroffen in het graf van een Spaanse prins. Arabieren introduceerden de techniek mogelijk in Spanje tijdens de Moorse overheersing of Spanjaarden maakten kennis met breien tijdens de kruistochten.
Terwijl naaldbinden prima lukt met korte stukjes draad, zijn er om te breien langere garens nodig. De uitvinding van het spinnewiel om garen te spinnen, dat vermoedelijk in de 11e eeuw in Azië en het Midden-Oosten opkwam en niet veel later in Europa zou opduiken, was een belangrijke stap vooruit ten opzichte van spinnen met een steen of spintol en was cruciaal in de verspreiding van breien.

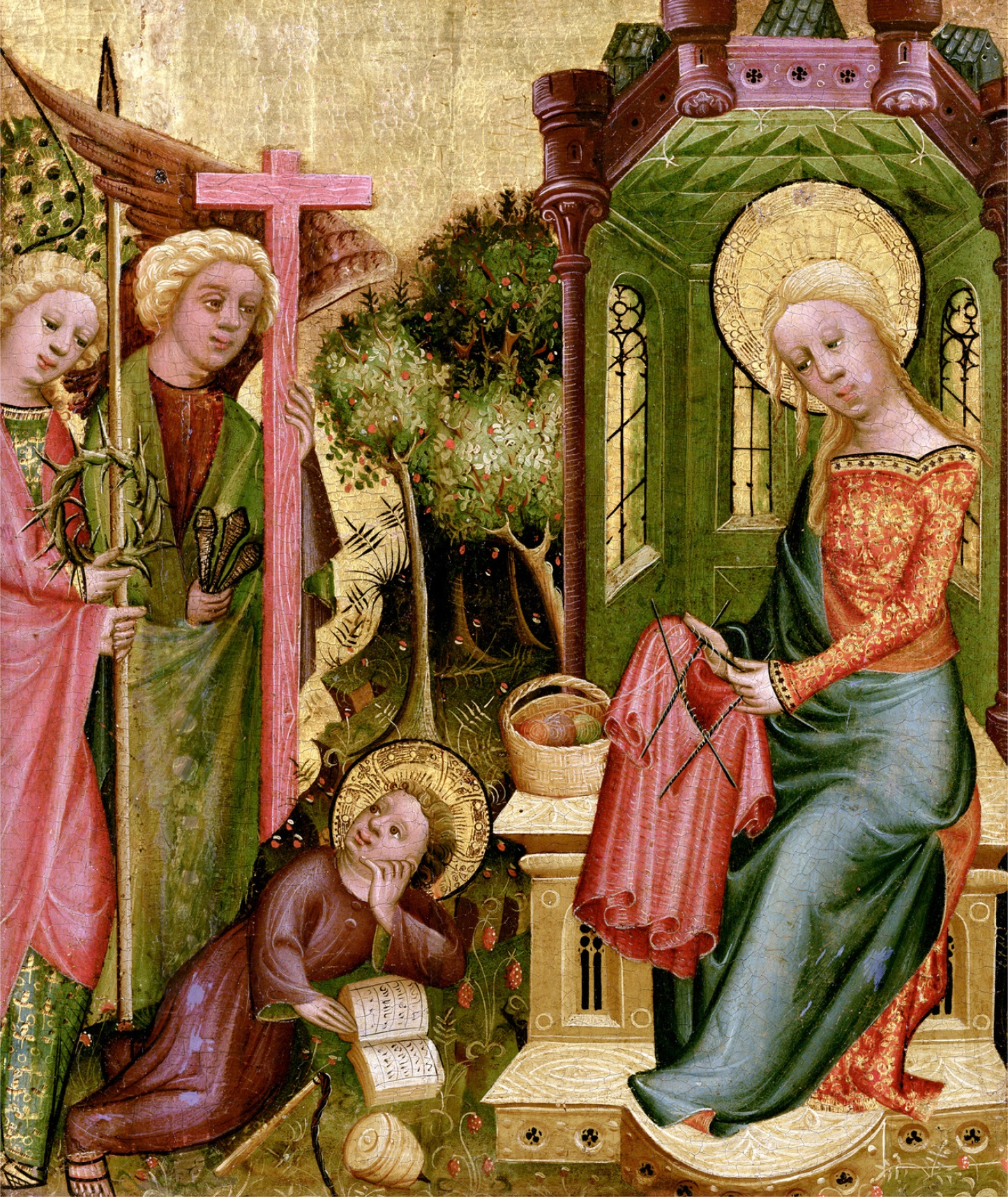
Een breiende madonna op een schilderij uit het rechterpaneel van het Buxtehuder altaar, door Bertram van Minden, begin 15e eeuw

### Middeleeuwen en vroegmoderne tijd
De vroegste gebreide voorwerpen in Europa zijn gemaakt door Arabische breiers in dienst van de Spaanse christelijke koninklijke families. Hun hoge vaardigheid op het gebied van breien is terug te vinden in de verschillende voorwerpen die gevonden zijn in de graven van de abdij van Santa María la Real de Las Huelgas, vlak bij Burgos, Spanje. Een zijden kussenhoes werd gebreid met ongeveer 20 steken per inch en bevatte onder andere gebreide patronen die de familiewapenkamer weerspiegelden.
Er is ook een Votisch gebreid fragment uit de late 13e eeuw opgegraven in Estland. Dit fragment is gebreid in een gestrengeld patroon in drie kleuren en maakte waarschijnlijk deel uit van een wantmanchet.
Halverwege de 14e eeuw duiken er in Italië en Duitsland schilderijen op van Maria, waarop zij in het bijzijn van het kindje Jezus breit. Deze 'breiende madonna's' geven aan dat breien zich op dat moment al over delen van West-Europa verspreid had. In de schilderijen doet Maria aan rondbreien en breien in verschillende kleuren, wat bewijst dat de kunstenaars vertrouwd waren met die technieken. Volgens historica Joan Thirsk vormen de schilderijen een indicatie dat breien in de late middeleeuwen wijdverspreid was en misschien zelfs een populair tijdverdrijf voor vrouwen uit de hogere klassen. Brei-expert Donna Kooler bevestigt dat een breiende vrouw een vertrouwd beeld moet zijn geweest.
Niet veel later groeide breien uit tot een aanzienlijke ambacht. De groei werd gedreven door een Europese modetrend voor rijke mannen: gebreide sokken. De toegenomen vraag om kwalitatieve katoenen of zijden sokken – stoffen die geïmporteerd moesten worden en bijgevolg kostelijk waren – leidde in de 15e en 16e eeuw tot een professionalisering van breien in gilden. De breiersgilden waren alleen toegankelijk voor mannen en vereisten een intensieve vooropleiding. Voor het breien werd een breischede gebruikt, een soort kokertje dat in de broekband gestoken werd en waar een van de naalden in gestoken kon worden.
In Nederland werd het breien geïntroduceerd vanuit Spanje tijdens de Tachtigjarige Oorlog. In de periode daarvoor werd textiel gemaakt door te weven. Oude vondsten in Nederland met breiwerk zijn luxe gebreide handschoenen. Zeelieden gingen gebreide hoeden dragen, die vervilt werden om ze waterdicht te maken. Tsaar Peter de Grote laat zo een hoed voor zich maken.
Geleidelijk aan leerden ook werklieden en boeren om goedkoop te breien met de wol van hun eigen schapen. Buiten de steden, waar de gilden het monopolie hadden, breiden zowel mannen als vrouwen. Behalve voor eigen gebruik, breide men ook voor verkoop, een vorm van plattelandsnijverheid. Dat was vooral het geval in Groot-Brittannië waar koningin Elizabeth de landelijke bevolking aanmoedigde om bij te verdienen door te breien. Op het einde van Elizabeths bewind exporteerde Engeland wollen kousen naar Frankrijk, Duitsland, Italië, de Nederlanden en zelfs Spanje, dat de naam had het beste breiwerk te produceren.
Oorspronkelijk werd alleen wol gebruikt. Toen aan het begin van de 18e eeuw de VOC katoen meenam uit India begon daar men ook mee te breien, in eerste instantie alleen voor de elite die deze luxe kon betalen.
Tijdens de Franse Revolutie (1789-1799) vaardigde de Algemene Raad van de Parijse Commune een decreet uit dat vrouwen tijdens bijeenkomsten van het communebestuur op de publieke tribunes mochten breien. De term tricoteuse (breister) raakte in gebruik als een neerbuigende benaming voor vrouwelijke politieke activisten uit het gewone volk. Dat vrouwen breiend toekeken als mensen werden geguilotineerd is echter waarschijnlijk een mythe.

### Industriële revolutie

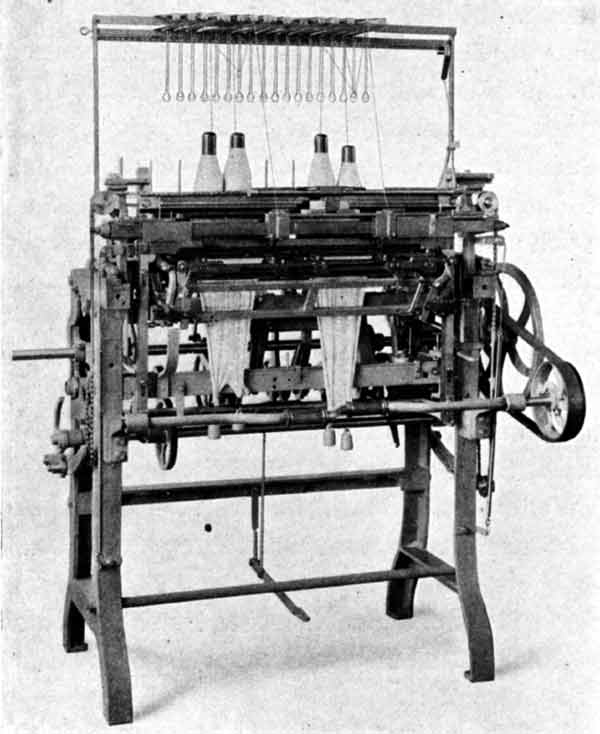
Kleinschalige inslagbreimachine uit 1870

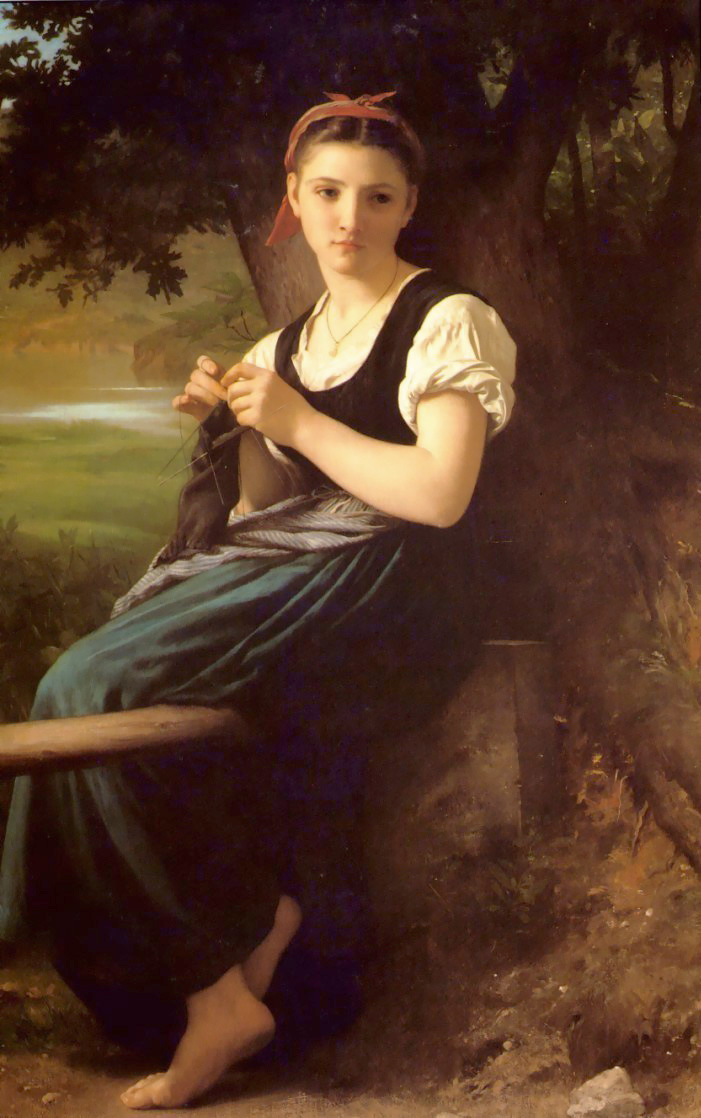
Breiend meisje, door William-Adolphe Bouguereau, 1869

Voor de industriële revolutie van de 18e en 19e eeuw werden er verschillende toestellen uitgevonden om het breien te vergemakkelijken, vooral in verband met de kousenfabricage. De belangrijkste vinding was die van een mechanisch breiraam ofwel stocking of knitting frame door de Engelsman William Lee in 1589. Koningin Elizabeth verleende Lee echter geen octrooi, uit vrees voor de impact op de Engelse handarbeid. Kort na 1608 verhuisde Lee met een aantal machines en werklieden naar Rouen waar de zijden kousenindustrie in zijn vinding was geïnteresseerd. De hugenoot Hendrik IV was de uitvinding beter gezind en verleende Lee een octrooi. Na het overlijden van de koning in 1610 en van William Lee in 1614, bracht diens broer James de machines terug naar Londen. Londen werd daarna langzamerhand een van de twee centra van de machinale breierij (vooral fijne goederen) in Engeland. Ook Thoroton, in de buurt van Nottingham, produceerde machinaal breiwerk. Hier was Lees leerjongen namelijk blijven werken met de machine van zijn werkgever, met enkele verbeteringen tot gevolg. Tot in de 18e eeuw vormden Nottingham en Leicester het hart van de textielnijverheid in de East Midlands. Het duurde bijna een eeuw eer mechanisch breien goed en wel ingang vond in de Engelse nijverheid. Toch heeft de breimachine van Lee een grote impact gehad. Tot 1864 domineerden verschillende soorten stocking frames de huis- en ambachtelijke industrie. In 1864 vond William Cotton uit Leicestershire dan de automatische breimachine of full-fashioned machine uit, die volledige kledingstukken kon produceren met stoomkracht. Tegelijkertijd verschenen ook rondbreimachines op het toneel, waarmee kousen gebreid konden worden. Aan het einde van de 19e eeuw produceerden fabrieken in de geïndustrialiseerde delen van Europa en Noord-Amerika breiwerk aan veel hogere snelheden en veel lagere kosten dan daarvoor mogelijk was.
Door de mechanisatie van de breiproductie in de 19e eeuw evolueerde handbreien van een gerespecteerd vak naar een salonhobby voor victoriaanse dames. Omdat welgestelde vrouwen niet geacht werden te werken, zochten zij bezigheden zoals breien. Onder andere breiden zij mitaines, handschoenen zonder vingers, die zij droegen om te voorkomen dat huh handen bruin werden.
Eind 19e eeuw verschenen fourniturenwinkels en breipatronen voor hobbyisten. In de woorden van modehistorica Emmanuelle Dirix was er sprake van een "ironische tegenstrijdigheid": hoewel breiwerk populair was, verdwenen handmatig breien en breien met een breiraam voor commerciële doeleinden, wat op zijn beurt leidde tot een statusverhoging van handgemaakt breiwerk, maar ook statusverlies van thuisbreien voor privégebruik. Dat werd almaar meer geassocieerd met armoede en vrouwelijkheid. Hoewel handwerkvaardigheden werden beschouwd als bewonderenswaardige vrouwelijke kwaliteiten, hadden ze, aldus Dirix, geen status in een bredere sociaaleconomische context.
De hygiënische beweging, die in de loop van de 19e eeuw opkwam in West-Europa, leverde een grote bijdrage aan de populariteit van gebreide stoffen. Eind 19e eeuw geraakte men ervan overtuigd dat katoen op de huid ongezond was en dat alleen dierlijke vezels – in casu wol – voldoende verluchting boden om toxische stoffen af te voeren. De Duitse wetenschapper Gustav Jäger was een pleitbezorger van wol 'dicht op de huid'; hij kende veel navolging. Deze gezondheidscultus leidde tot een grotere productie van machinaal gebreid wollen ondergoed, onder andere verkocht onder de merknaam Jaeger. Ook de nieuwe, praktische vrijetijdskleding die kledinghervormers en vroege feministen propageerden maakte vaak gebruik van gebreide stoffen.

### 20e eeuw
Begin 20e eeuw onderging de westerse mode enkele ingrijpende veranderingen. Eind jaren 1900 vereenvoudigde de Franse ontwerper Paul Poiret het damessilhouet, dat tijdens de victoriaanse en edwardiaanse periodes heel volumineus was, tot een recht silhouet. Poirets mode bleef wel luxueus en extravagant. Het was Gabrielle 'Coco' Chanel die Poirets vereenvoudiging vervolledigde door elegante vrijetijdskleding te produceren in bijvoorbeeld beige jersey, een machinaal gebreide stof die voorheen alleen werd gebruikt voor werkkleding en ondergoed. De chic pauvre-stijl werd een eclatant succes in de jaren 10 en 20, waardoor jersey een aanvaardbare stof werd om modieuze bovenkleding mee te vervaardigen.
Tijdens de Eerste Wereldoorlog ontstaat gebrek aan van alles, waaronder aan wol. In Nederland wordt kantbreien populair, dat heel fijn werd uitgevoerd met naaigaren.
Zowel handgebreide als verfijnde machinaal gebreide kleding, en met name truien, werden een rage in de jaren 20. Ook badpakken – kusttoerisme en recreatief zwemmen waren nieuwe fenomenen – werden tijdens het interbellum bijna steeds gemaakt in gebreide stof. Naast Chanel speelden ook modeontwerpers Jean Patou en Elsa Schiaparelli een belangrijke rol in de popularisering van gebreide sport- en modekleding.
In 1934 verschijnt in Nederland het eerste breitijdschrift, Praten en breien uitgegeven door garenfabriek Everlasting.

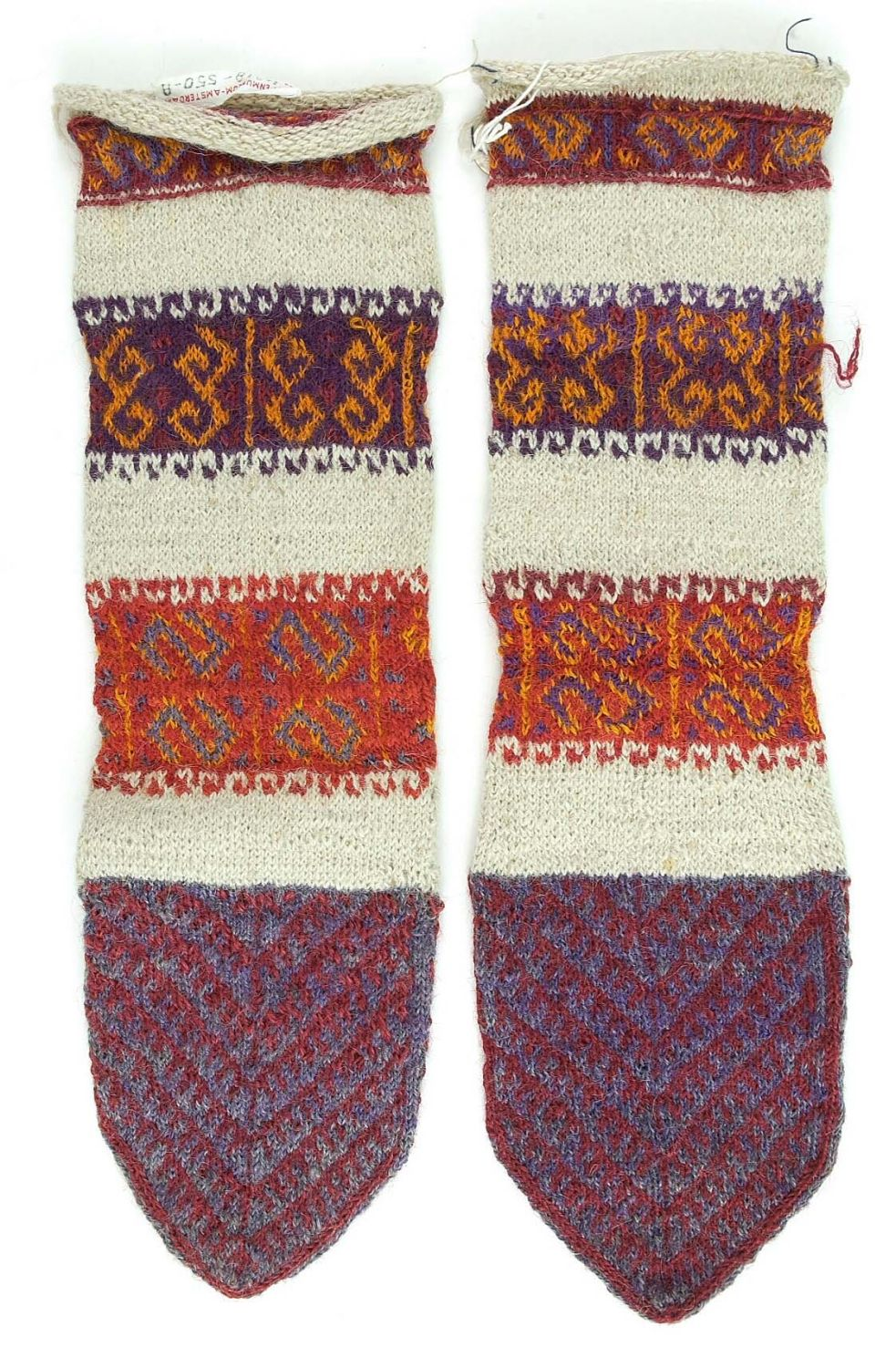
Gebreide sok met verschillende kleuren

Tijdens de Tweede Wereldoorlog werd thuisbreien een economische noodzaak voor gezinnen om de effecten van de rantsoenering en schaarste te beperken. Vrouwen stopten en herstelden kleding en gaven oud garen een tweede leven door het te ontrafelen, te ontkreukelen en opnieuw te breien. Net zoals gebeurd was tijdens de Eerste Wereldoorlog, breidden vrouwen aan het thuisfront ook sokken, mutsen, sjaals, truien, balaclava's en andere accessoires voor de troepen. Tijdens de Tweede Wereldoorlog gebruikten (veelal vrouwelijke) spionnen en verzetsstrijders handwerk ook als een manier om geheime berichten en codes door te geven aan het verzet en het leger. Bij deze vorm van steganografie werden boodschappen verborgen in knopen, gaten of andere patronen die in het breiwerk werden aangebracht.
Mede door de associaties van breiwerk met de soberheid en armoede van de oorlog, verdween breiwerk na de Tweede Wereldoorlog zo goed als volledig uit de haute couture van bijvoorbeeld Christian Dior, die toonaangevend was in de jaren 50. Wel onderhielden vrouwen hun vaardigheden, niet alleen als hobby, maar ook als noodzaak tijdens de opbouwperiode. Wol in nieuwe stijlen en kleuren en een enorm aanbod breipatronen lieten vrouwen toe om voor zichzelf of familie kleding te breien. Vooral de twinset was een populair item in de jaren 50 en 60. Dat handwerk als een nuttige vaardigheid werd beschouwd, bleek uit het feit dat men breien, haken en borduren aan meisjes in de lagere school onderwees.
Na de Tweede Wereldoorlog ontstonden de eerste jongerenmodes. Daarin speelde gebreide stof een rol. Jongeren in de jaren 50 of 60 waren niet koopkrachtig en hadden geen belangstelling voor haute couture. Ze wilden zich in hun kleding vooral onderscheiden van de generatie van hun ouders, en dat lukte vanaf dan door de ontwikkeling van de moderne confectie-industrie. Elastisch breiwerk leende zich bovendien perfect voor innovatieve en wat uitdagender kleding, zoals de nauwsluitende truitjes van de sweater girls en de zwarte coltruien van de existentialisten. Ontwerpers Mary Quant, Rudi Gernreich en Barbara Hulanicki zetten de trend en kregen navolging van Cardin, Yves Saint Laurent en anderen. Door deze ontwikkeling kreeg gebreide kleding een tweeledige betekenis: enerzijds bleven gebreide truien en twinsets fatsoenlijke middenklassekleding, anderzijds stond gebreide kleding symbool voor de soms revolutionaire ideeën van een nieuwe generatie en hun verzet tegen voorgaande generaties.
De uitvinding van nylon rond 1940 betekende een ware revolutie, omdat dit materiaal in de vorm van een been kon worden gebracht door het te verhitten. In de 20e eeuw konden de breimachines steeds sneller breien, en werden de mogelijkheden voor patroonbreien groter.

### 21e eeuw
In de 21e eeuw heeft het breien weer een opleving. Deze opleving valt samen met de groei van het internet, evenals een groeiende interesse in handgemaakte voorwerpen.
Natuurlijke materialen, zoals alpaca, merino en katoen zijn goedkoper geworden en ook makkelijker te verzamelen. De garenindustrie en ontwerpers maken patronen en garens die ook mooie resultaten opleveren zonder jarenlange breiervaring.
Door de komst van het internet is het makkelijker om verbinding te maken met andere breiers, zowel in Nederland als aan de andere kant van de wereld. Er zijn vele websites waar breiers, hakers, ontwerpers, spinners etc. van over de wereld door middel van fora en het delen van projecten, kunnen verbinden. Daarnaast zijn veel breiers actief op Instagram waar ze hun liefde voor breien door middel van foto's kunnen delen.

## Breitechniek

### Breinaalden

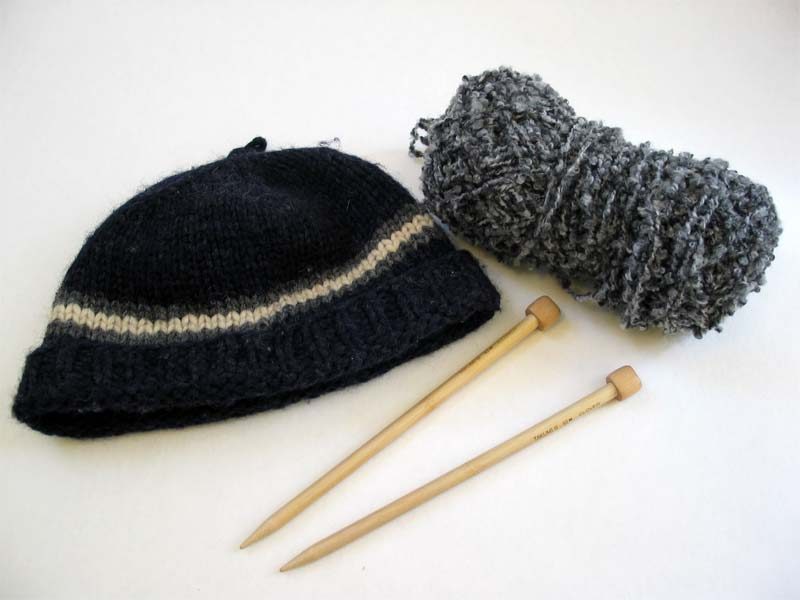
Breiwerk

Breien gebeurt in de meeste gevallen met twee breinaalden of -pennen. Die hebben aan een kant een scherpe punt, aan de andere een knop die voorkomt dat de lussen er af kunnen glijden. Soms worden een of meer hulpnaalden gebruikt, bijvoorbeeld voor het breien van kabels. Het breien van ronde delen, zoals een sok of een naadloze mouw, gebeurt met behulp van vier breinaalden zonder knop. Dit wordt rondbreien genoemd. Er bestaan ook flexibele naalden uit één stuk, die het rondbreien makkelijker maken. Ook het voor- en achterpand van een trui kan op deze manier worden gebreid, hiervoor wordt dan liever één flexibele naald gebruikt, de rondbreinaald. Zo is een patroon makkelijker te maken, is er minder verschil tussen de steken dan wanneer er recht en averecht gebreid wordt, zijn er geen naden in de zijkant en kunnen zelfs de mouwen direct ingevoegd worden terwijl het lijf wordt afgemaakt. Verder kunnen op deze manier tafelkleden en dergelijke worden gebreid, zij het met heel dunne wol en de dunste breipennen.
Er bestaan breinaalden in verschillende diktes. De dikte van een breinaald wordt aangegeven als de diameter in millimeters. De dunnere breinaalden worden gemaakt in stappen van 0,25 mm. Voor dunne wol worden de dunste breinaalden gebruikt, voor dikkere wol dikkere naalden. Bij strak breien (met de draad erg strak om de breinaalden getrokken) kan beter een wat dikkere breinaald gebruikt worden. Gebruikelijke maten voor breinaalden lopen van 2 mm voor dunne wol tot 15 mm voor de allerdikste wol.

### Het breien
Breien gebeurt bij een plat breiwerk in een heen-en-weer gaande beweging. Het breiwerk heeft in dit geval een duidelijke 'goede kant' (de buitenkant van het breiwerk, de kant die zichtbaar is als het gebreide resultaat wordt gedragen) en een 'verkeerde kant' (de binnenkant van het breiwerk, de kant die bij het dragen van het breiresultaat niet zichtbaar is). Bij een rondbreiwerk is er geen sprake van een heen-en-weer gaande beweging: bij deze breitechniek wordt door het gebruik van meerdere naalden of door een of twee rondbreinaalden te gebruiken voortdurend aan de goede kant van het breiwerk gewerkt.
Het eerste wat een breier doet bij de aanvang van een nieuw breiwerk is het opzetten van de breisteken. De allereerste steek bij het opzetten van een nieuw breiwerk, wordt gemaakt door een lus met een knoopje op de breinaald te zetten. Vervolgens kunnen door een draai met het draad te maken de overige steken op de naald gezet worden. De meest gebruikte manieren op de steken op de breinaald te zetten is door deze of met de hand op de naald te zetten of door deze met een andere techniek al breiend op de naald te zetten. Er zijn nog andere technieken om steken op de naald te zetten: deze worden in specifieke gevallen gebruikt. Zo kunnen steken ook extra losjes op een naald gezet worden als de uiteinden van het breiwerk extra rekbaar moet zijn.
Na het opzetten van de steken wordt de eerste pen – of de eerste naald – gebreid. Hierna wordt beschreven hoe een rechtshandige breier kan breien. De breier steekt met de lege naald in de rechterhand in de eerste steek op de linkernaald, slaat de draad om de rechternaald, haalt deze draad door de lus van de steek die nu over beide naalden ligt en trekt vervolgens de steek van de naald in de linkerhand af. Daarbij wordt er goed opgelet dat er geen andere steken van de linkernaald worden afgetrokken. Ook moet ervoor gezorgd worden dat de draad aan de juiste kant van de rechternaald terechtkomt. In Nederland werd weleens het volgende ritme aangeleerd: insteken – omslaan – doorhalen – af laten gaan. Een ervaren breier doet die vier handelingen heel snel opeenvolgend. Het aantal steken dat per naald wordt gebreid wordt goed geteld, want bij elke breironde moet – als er niet geminderd of gemeerderd wordt – hetzelfde aantal steken worden gebreid. De rondes kunnen geteld worden met een toerenteller. Als het aantal steken onverwacht verminderd is, is er een steek gevallen. Als er onverwacht meer steken op de breinaalden staat, is er per ongeluk gemeerderd door een extra steek te breien.
Wanneer een plat breiwerk gereed is, worden de steken die nog op de naald(en) staan afgekant. Door allereerst een steek te breien en vervolgens de vorige steek erover heen te halen verdwijnen alle steken van de naald zonder dat het breiwerk uiteen valt. Bij de laatste overgebleven steek wordt een draad door de lus gehaald. Het resultaat van het afkanten is een stevig uiteinde van het breiwerk.

### Meerderen en minderen
Een gebreide lap kan niet, zoals bij een geweven stof wel kan, op maat gemaakt worden door deze te knippen, omdat het breiwerk daardoor helemaal uit elkaar zou gaan vallen. De lap moet dus direct in de goede vorm gebreid worden. Het breiwerk breder maken doet men door breisteken bij te maken, meerderen genoemd (door bijvoorbeeld één steek recht en één steek averecht in dezelfde lus te breien). De lap kan smaller gemaakt worden door te minderen (door twee of meer steken samen te breien, of door één steek over een andere heen te halen).
Om een trui te breien worden meestal door meerderen en minderen vier delen gemaakt: twee mouwen, een voorpand en een achterpand. Omdat het moeilijk is om te voorspellen wat er precies gebeurt bij het meerderen en minderen, wordt vaak gebruikgemaakt van breipatronen, die in breiwinkels verkrijgbaar zijn. De vier gebreide delen worden als alles gereed is, met dezelfde wol aan elkaar genaaid. Dit moet losjes gebeuren, omdat anders de naden gaan trekken.
Door eerst een proeflapje te maken van circa 10 x 10 cm en aan de hand daarvan het aantal steken te berekenen ten opzichte van het voorgeschreven breipatroon, kan men de gewenste afmetingen nauwkeuriger realiseren. Mensen hebben namelijk een verschillende hand van breien. Het is dus ook niet aan te raden om verschillende mensen om beurten aan hetzelfde breiwerk te laten werken, aangezien dit verschil vaak duidelijk te zien is en het breiwerk er daardoor niet mooier op wordt.
Door kunstig te meerderen en te minderen kan zonder naad een sok gebreid worden, of wanten, of een muts.

### Breisteken

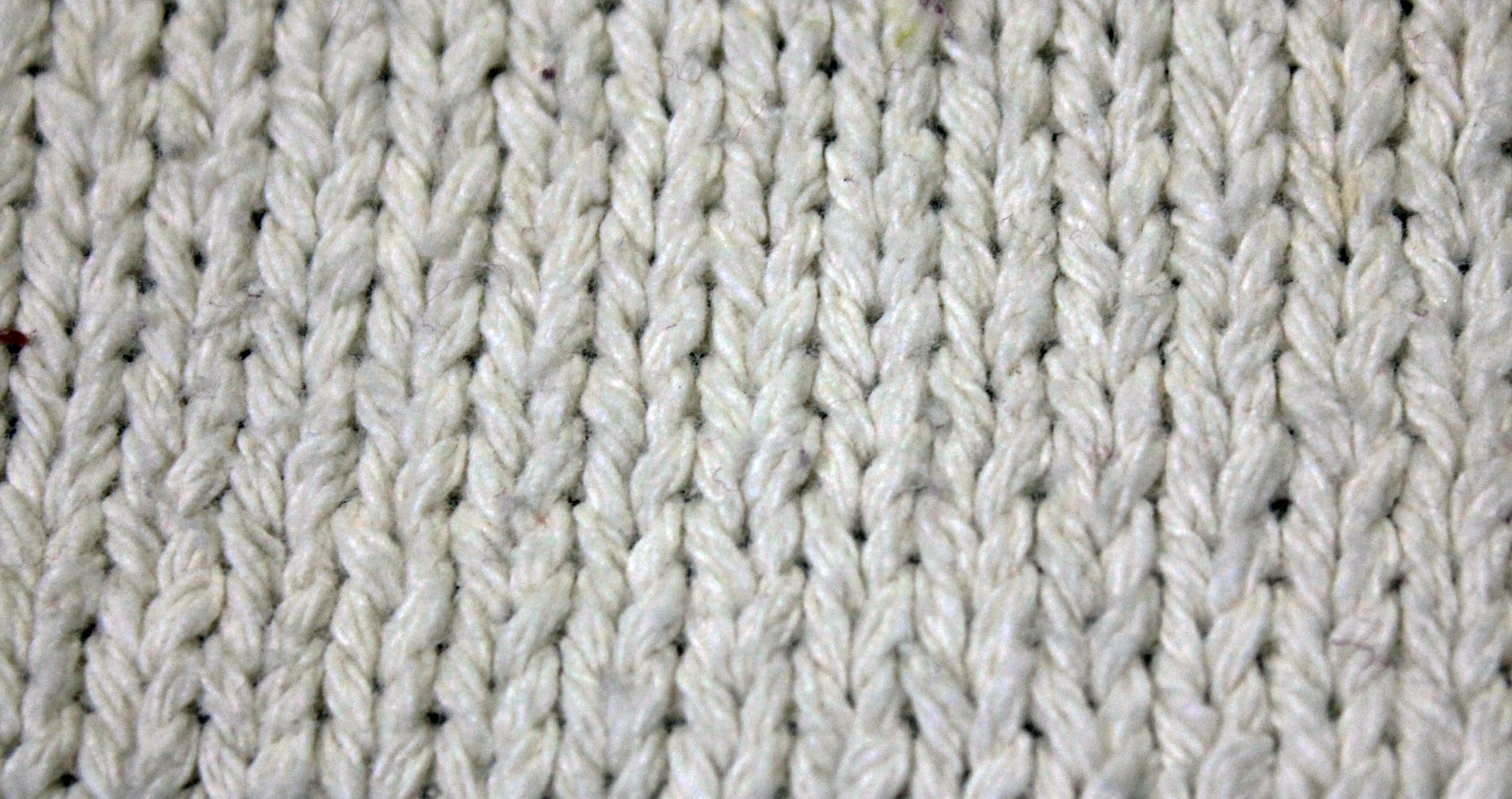
Tricotsteek voorzijde

De tricotsteek, die veel in truien wordt toegepast en ook in met machines gebreide kleding, bestaat uit rechte steken aan de voorkant van de kleding, en averechte steken aan de achterzijde van de kleding. Het is de eenvoudigste manier van breien, omdat de draad aan één kant van de naald kan blijven. Aan de voorzijde heeft de stof dan een patroon dat bestaat uit V-tjes, aan de achterzijde zijn ribbels te zien. T-shirts en dergelijke zijn ook in deze steek (machinaal) gebreid, T-shirtstof heet dan ook tricot.
De ribbelsteek ontstaat door alle steken recht te breien.

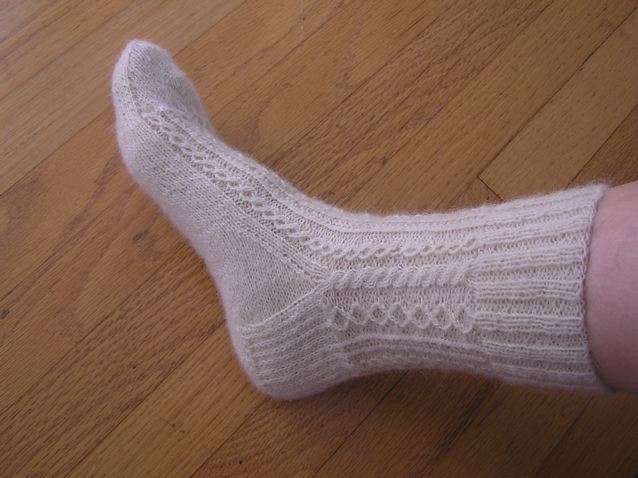
Een sok uit diverse steken, met bovenaan de boordsteek, waardoor de boord goed om het been sluit. Zonder boordsteek zou de sok afzakken.

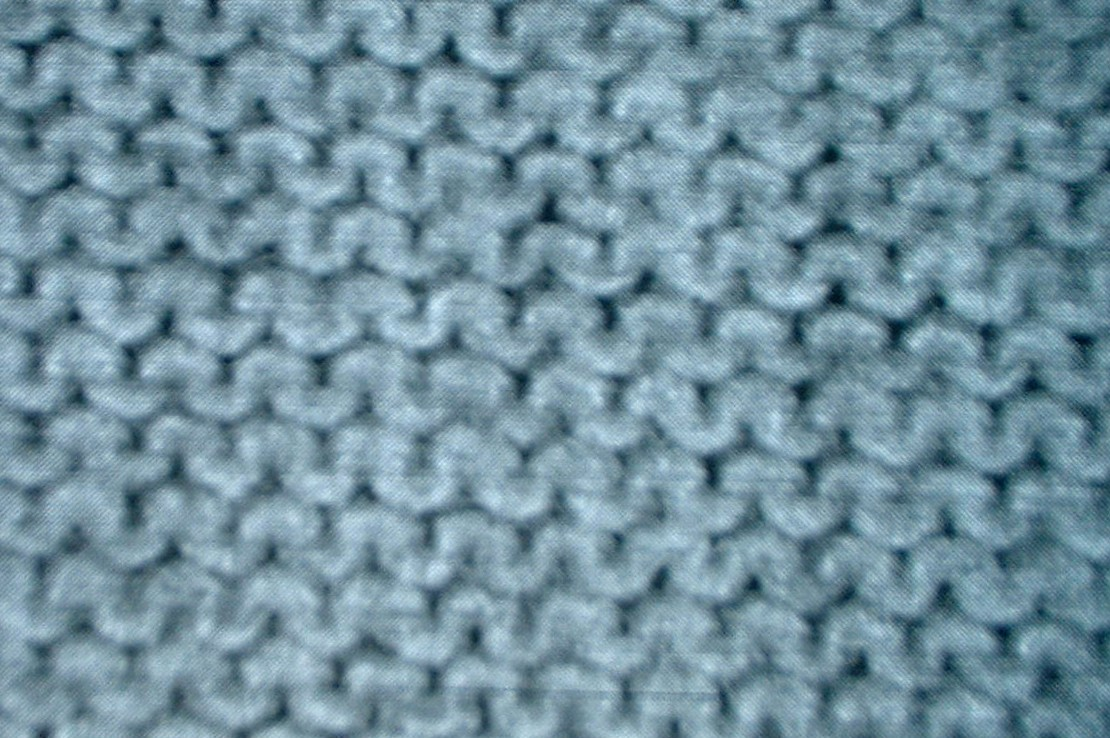
Tricotsteek achterzijde

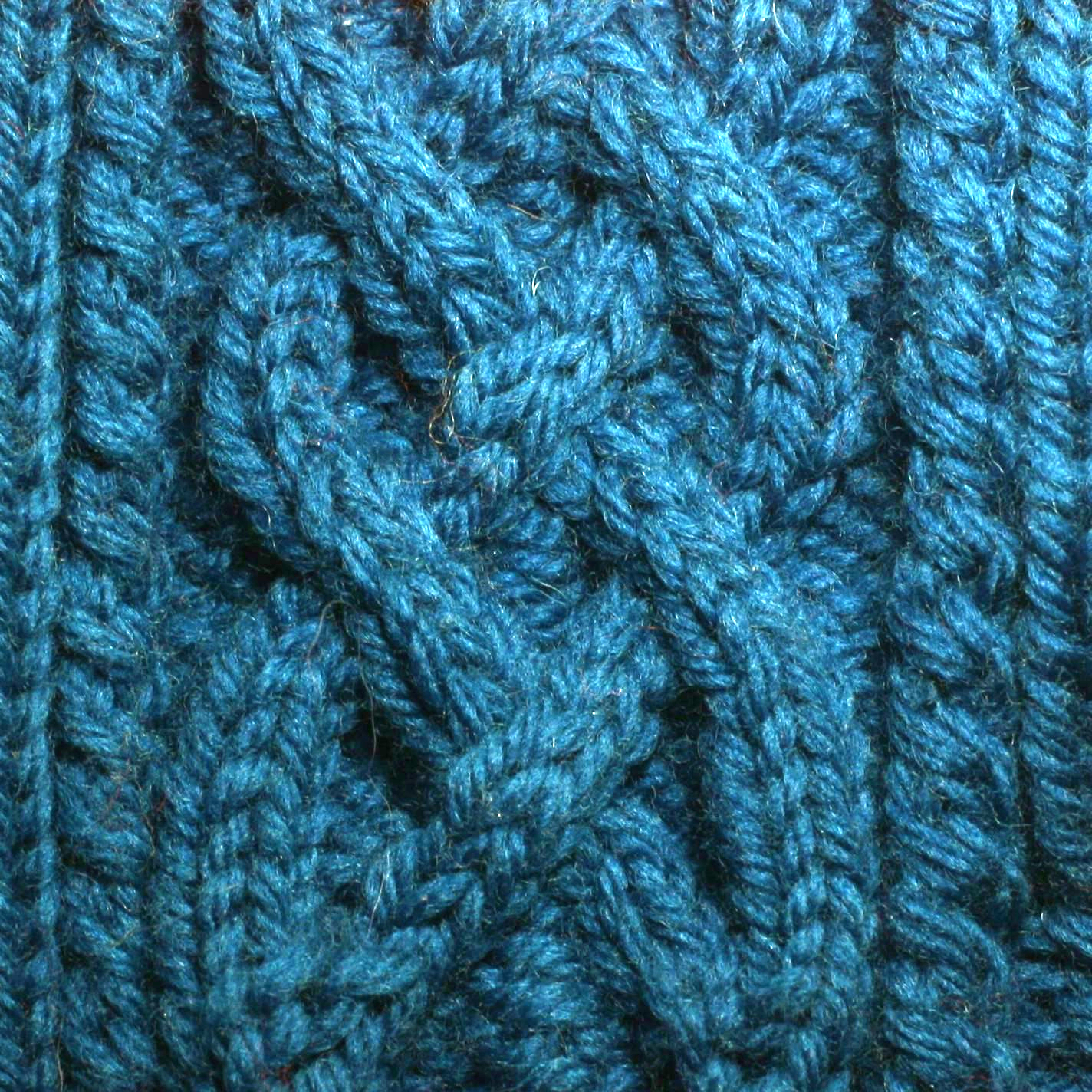
Een ingewikkelde kabelsteek

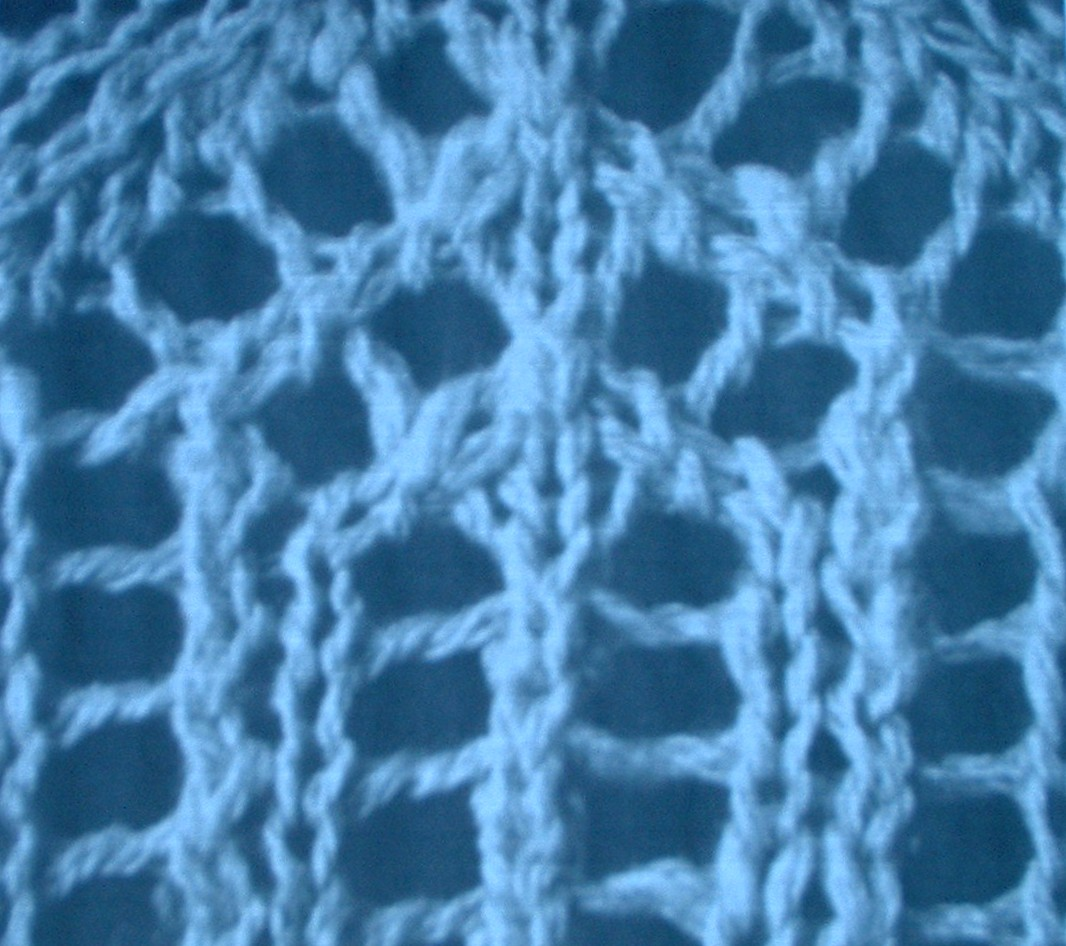
Een breiwerk met gaatjes waardoor het op kantwerk lijkt

De boordsteek, die rekbaarder is dan de tricotsteek, bestaat uit afwisselend twee rechte steken en twee averechte steken. Als de achterkant gebreid wordt, dan zijn dat juist eerst twee averechte, dan twee rechte steken (mits het aantal steken deelbaar is door vier). Bij dikkere wol wordt wel een boordsteek van één recht, één averecht gebruikt. Het voordeel van de boordsteek is dat het resultaat smaller is. De boord van een trui sluit dan bijvoorbeeld netter om de pols. Daarom wordt de boordsteek heel vaak gebruikt bij het begin of bij het eind (kraag) van een breiwerk.
Bij de gerstekorrelsteek wordt, net als bij de boordsteek, afwisselend recht en averecht gebreid. De rechte en averechte steken worden echter niet boven elkaar gebreid, maar versprongen. De "dubbele gerstekorrel" verspringt om de twee naalden.
Voor dikke truien en shawls wordt wel de patentsteek gebruikt. Hierbij wordt ook afwisselend één recht en één averecht gebreid, maar nu wordt de rechte één steek dieper ingestoken. Zo ontstaat een dikke en elastische structuur.
Veel breiers gebruiken een kantsteek. Dit is geen eigenlijke steek; eerder wordt bij het keren van de naald de eerste breilus afgehaald in plaats van gebreid. De rand van het breiwerk ziet er hierdoor vaak wat netter uit.
Voor het breien van een kabelpatroon is een hulpnaald nodig. Een kabelpatroon kan gebreid worden door een aantal steken (bijvoorbeeld 4) van de linkernaald af te halen op een hulpnaald. Vervolgens worden de vier volgende steken gebreid. Daarna worden de vier steken van de hulpnaald gebreid, die dus over de andere heen geleid worden. Vervolgens worden er enkele naalden (bijvoorbeeld drie) gewoon doorgebreid (aan de ene kant recht, aan de andere kant averecht). In de daaropvolgende naald worden weer vier steken afgehaald op dezelfde manier. Hierdoor lijkt het alsof er een kabel op de trui verschijnt. Dit kan er leuk uitzien, maar heeft ook als voordeel dat er een dikker en dus sterker en warmer weefsel ontstaat.
Naast de hierboven genoemde bestaan er nog honderden andere steken, bijvoorbeeld met af en toe een gedraaide gebreide steek of met gaatjes, ajourbreien genoemd, waarbij een dubbele lus over de rechternaald wordt gehaald en de volgende twee steken worden samengebreid.

### Breien met kleuren

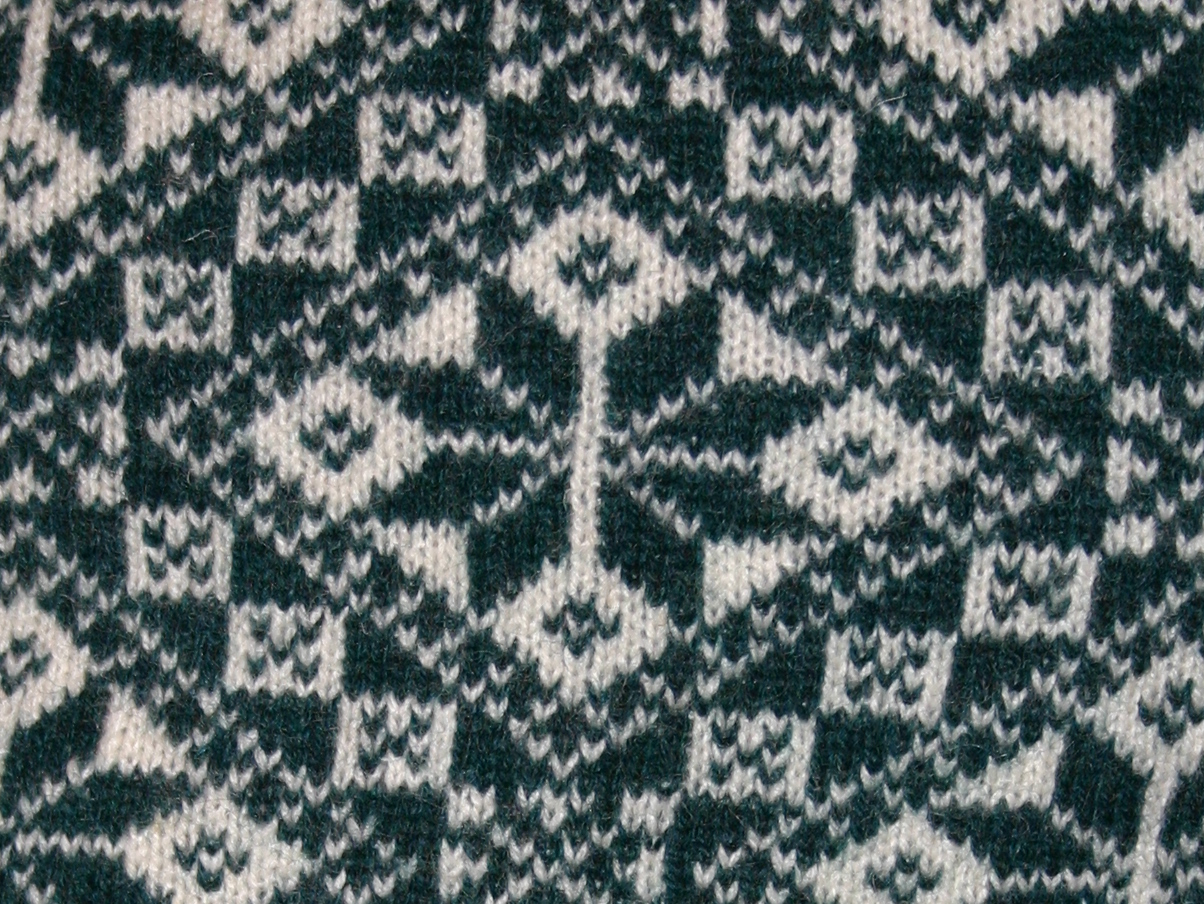
Een detail van een traditioneel patroon in de kleuren zwart en wit

Breien met verschillende gekleurde draden is een mogelijkheid om een aantrekkelijk breiwerk te maken, bijvoorbeeld een Noorse trui. Bij gebruik van twee kleuren wordt om beurten de juiste kleur gebruikt om een of meer steken te breien, het resultaat wordt jacquardbreiwerk genoemd. De draad van de niet gebruikte kleur wordt dan langs de achterkant van het breiwerk geleid, waar (lange) lussen ontstaan. De kunst is de lengte van deze lussen te beperken zodat het gebreide één geheel wordt en vingers en knopen er niet in blijven haken. In wanten worden vaak twee kleuren toegepast om een dikkere – en dus ook warmere – want te krijgen. Onzichtbaar breien met verschillende kleuren is ook mogelijk.

### Mazen en stoppen
Mazen is een soort breien, maar dan met naald en draad. Met één draad worden de gebreide steken nagebootst. Dit kan gebeuren om twee redenen:
- Om een soort borduurpatroon op het breiwerk aan te brengen in een andere kleur, in het bijzonder als er slechts kleine stukjes in deze kleur zijn of om een neutraal kledingstuk te versieren.
- Om beschadigd breiwerk onzichtbaar te repareren.

Een conventionele techniek om beschadigd breiwerk te repareren is het stoppen. Dit is een soort weeftechniek met naald en draad. Het gat in het breiwerk wordt met horizontale draden overspannen, waarna hier verticaal doorheen geregen wordt, zodat een weefwerk ontstaat. Sokken stoppen was voorheen een gehate bezigheid, die door het betaalbaarder worden van sokken in onbruik is geraakt.

### Markeerdraden en hulpdraden

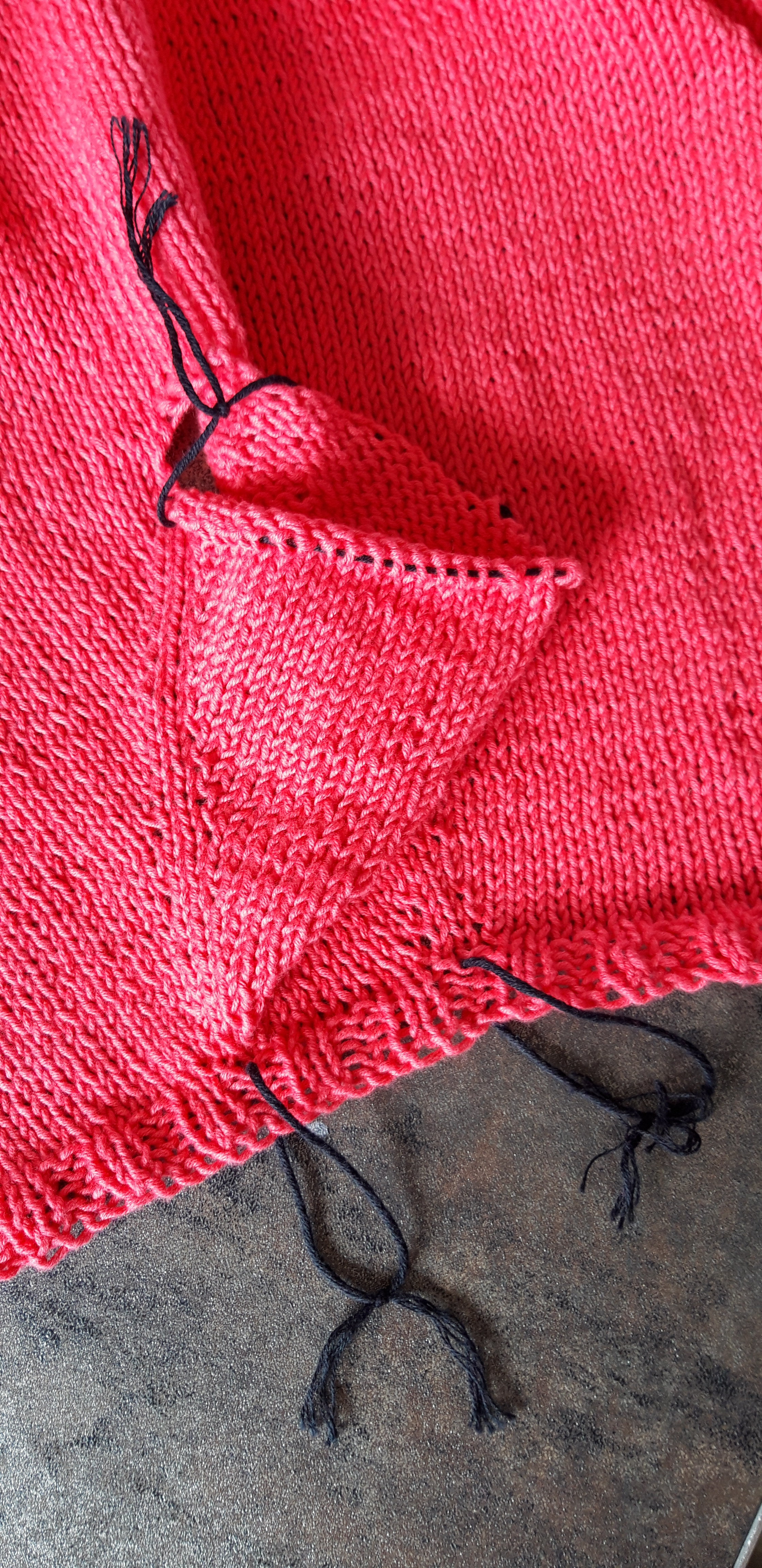
Markeerdraden en hulpdraad breiwerk. Dit is een trui voor een kind, dat van boven naar onder wordt gebreid. De markeerdraden onderaan geven aan waar gemeerderd moet worden voor de raglanmouw. Op de hulpdraad staan de steken die bestemd zijn voor de mouw

Bij complexere patronen worden markeerdraden gebruikt, bijvoorbeeld om aan te geven waar de meerderingen moeten worden geplaatst. Hulpdraden worden gebruikt om tijdelijk steken op te zetten en op de overige steken verder te breien. Als met de steken op die hulpdraad verder gebreid moet worden, zet men die eerst over op een breinaald.

### Breien met breiraam

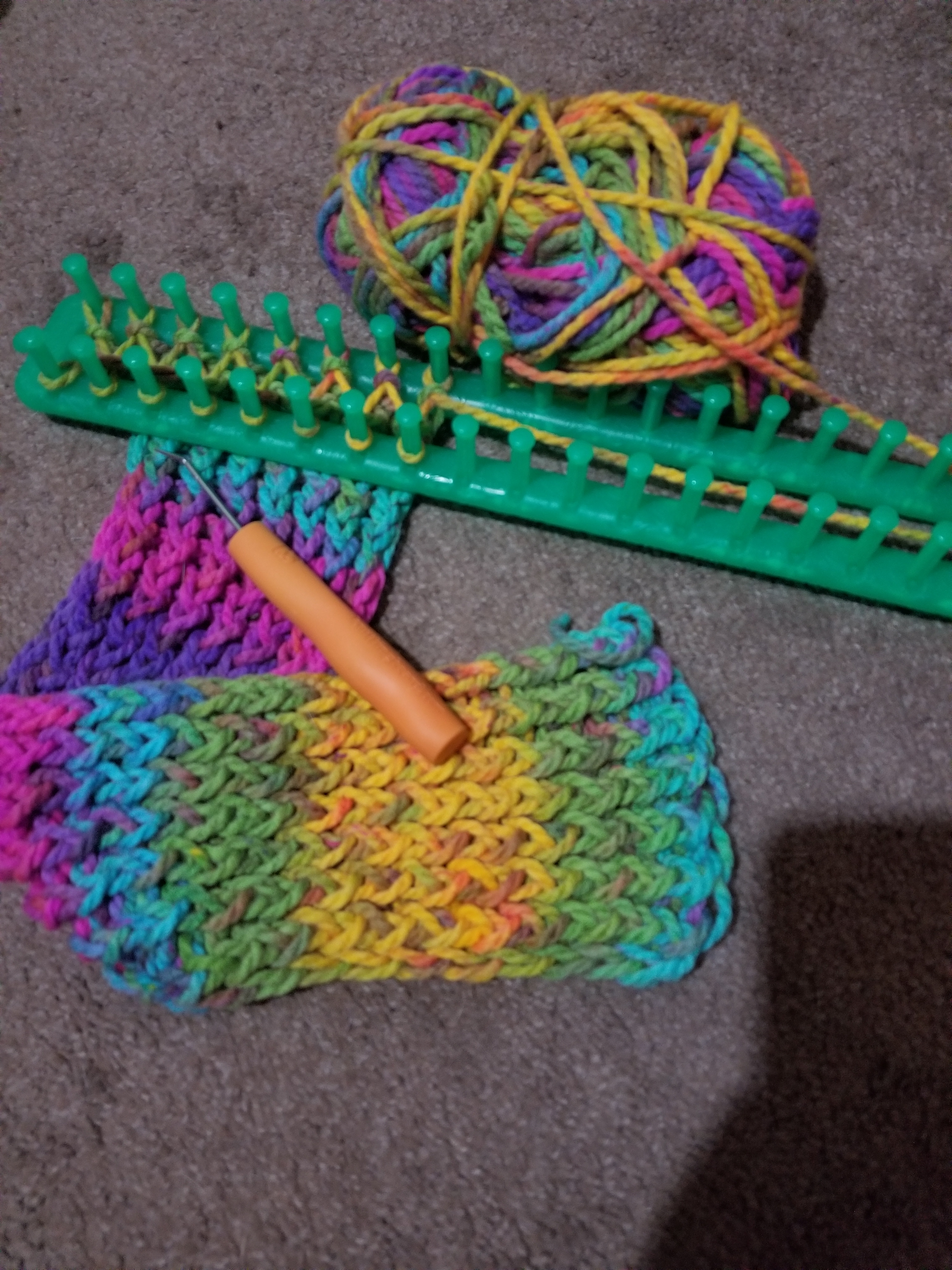
Breien met een breiraam

Een speciale manier van breien is met een al dan niet verstelbaar breiraam. Deze bestaat uit twee balkjes van een harde houtsoort zoals beuken of eiken. Er zijn ook breiramen van kunststof. Er bestaan ronde en rechthoekige breiramen.
In ieder balkje zitten kleine pinnetjes even ver van elkaar. De lengte van de balkjes is uiteraard naar eigen behoefte aan te passen. Beide balkjes kunnen ten opzichte van elkaar ingesteld worden, zodat de opening ertussen kan variëren. Ook in de lengterichting kunnen de balkjes ingesteld worden. Op deze manier kunnen er tientallen verschillende breisteken worden toegepast.
Het overhalen van de steken gebeurt door een haaknaald. De techniek lijkt hierdoor op punniken.
Een breiraam is geschikt voor zowel rechts- als linkshandigen. Het werk dat er vanaf komt, kenmerkt zich door de regelmatigheid van de steken. Het resultaat is wat losser dan een breiwerk dat gemaakt is op breinaalden.
Op een breiraam kan bijvoorbeeld een dubbel gebreide sjaal gebreid worden. Het breiraam is ook geschikt voor het breien van mutsen en sokken. Er kunnen op een breiraam geen werkstukken worden gemaakt met meer dan het beschikbaar aantal pennetjes.

## Culturele aspecten

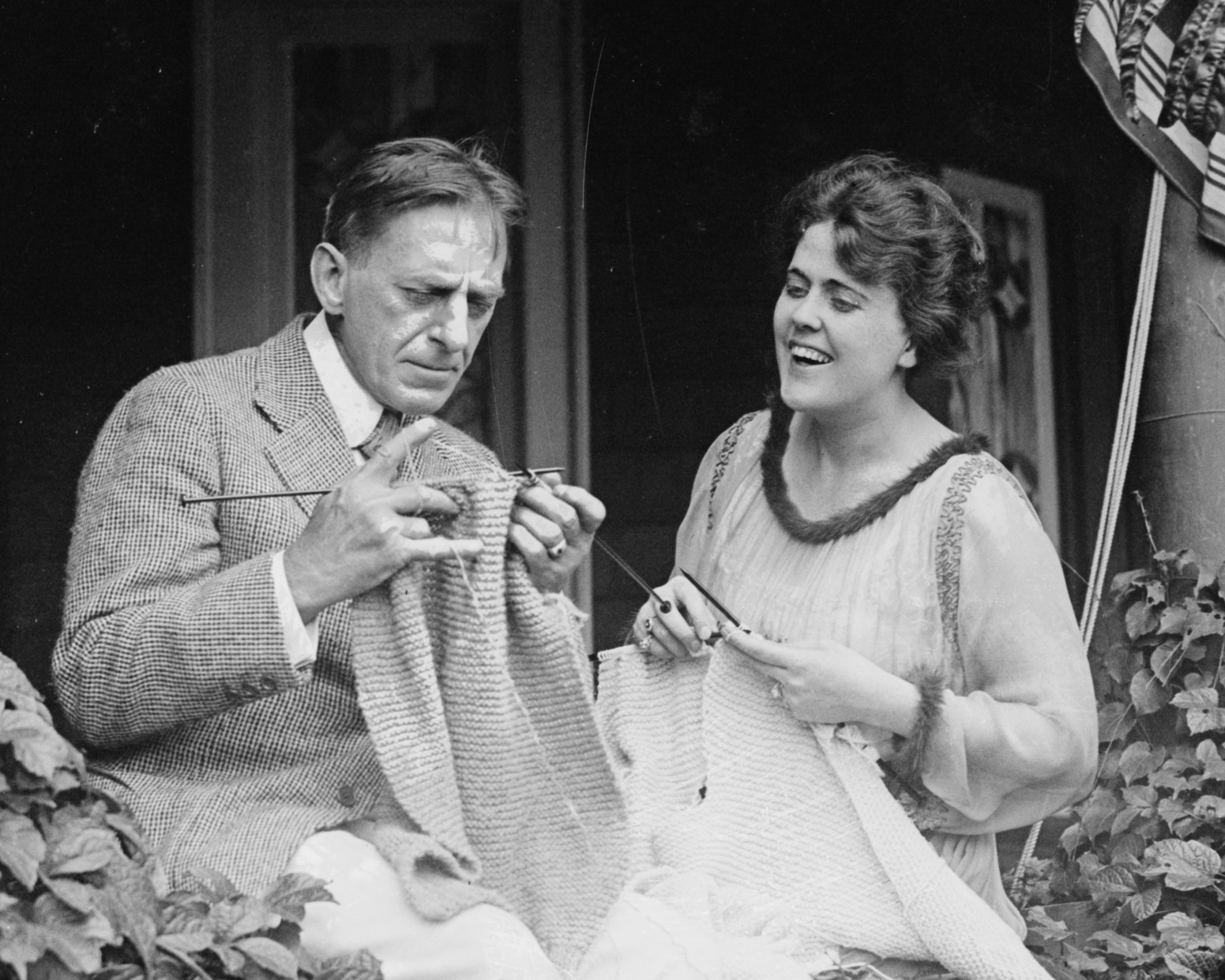
Samen breien

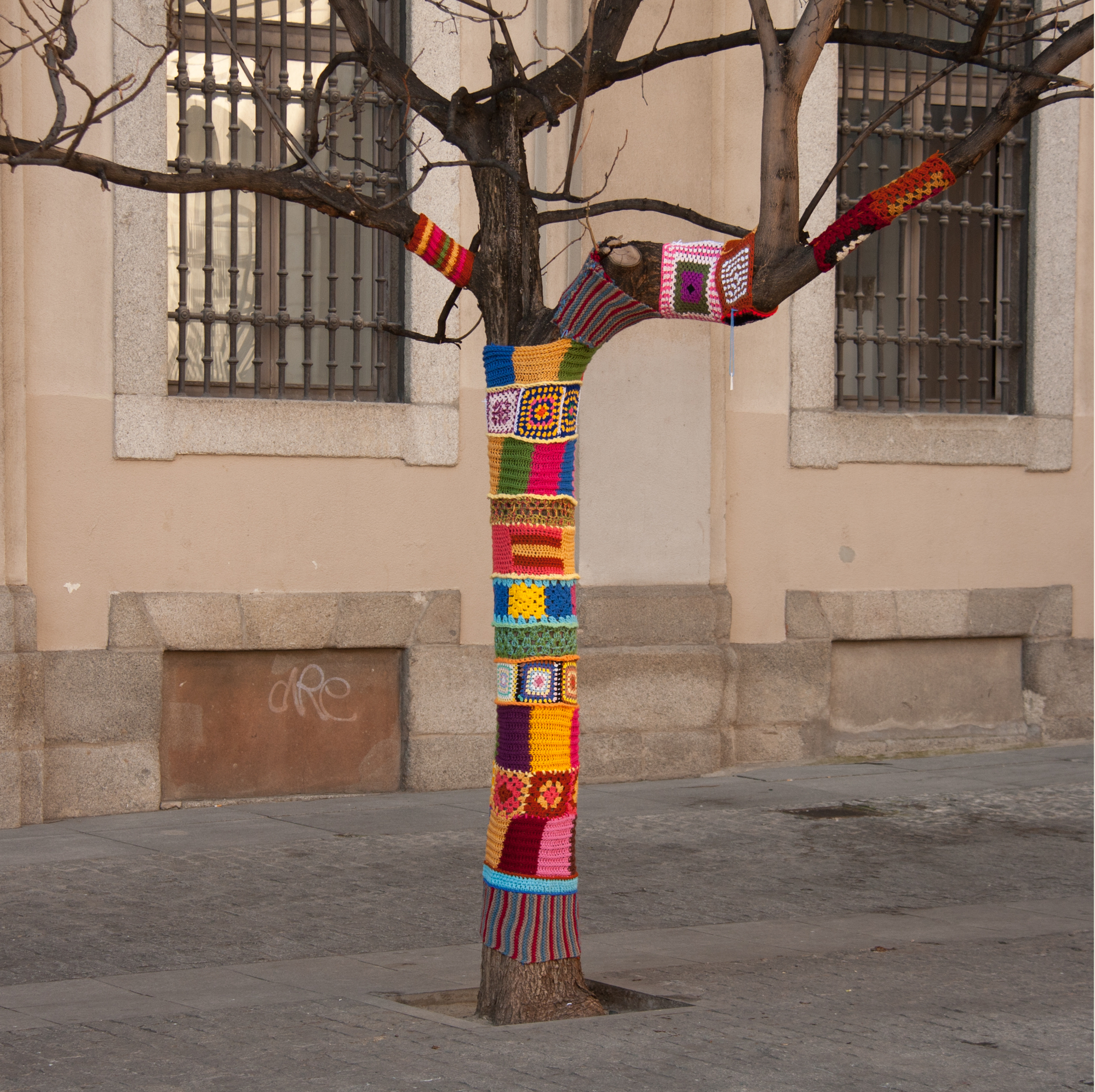
Wildbreien is een recent fenomeen waarbij mensen lapjes in of aan elkaar haken, breien of naaien en die vervolgens in de stad verspreiden.

### Hobby
Breien leeft vooral voort als een hobby, een vrijetijdsactiviteit die rustgevend werkt. Tot een mooi eindproduct zoals een sjaal of een trui komen, duurt redelijk lang, en voor veel breiers zit de charme 'm niet in het kledingstuk, maar in de activiteit zelf. Wie de techniek onder de knie heeft, kan zich rustig neerzetten met een breiwerkje en tegelijkertijd praten of televisiekijken. Het zachte, regelmatige getik van de breinaalden kan ook rustgevend zijn. De hobby wordt traditioneel vooral beoefend door vrouwen en misschien wel vooral door oudere vrouwen die steevast thuis of op school leerden breien. Toch zijn er ook mannen en jonge mensen die breien. Almaar meer mannen kiezen ervoor om te breien als een manier om tot rust te komen.
Soms breien of haken mensen kledingstukken voor een goed doel, een traditie die al meer dan honderd jaar meegaat. Hobbyisten breien dan sokken, sjaals, truien, handschoenen en mutsen voor soldaten of mensen in nood.

### Mode
Het eerste breiwerk in Europa was bedoeld voor gegoede lieden. Het was heel fijn breiwerk en werd soms versierd met goud- of zilverdraad. Vaak was het niet zozeer bedoeld om gedragen of gebruikt te worden, maar waren het decoratieve voorwerpen die de sociale status van de eigenaar in de verf zetten. Verschillende textielmusea bewaren verfijnd, historisch breiwerk en stellen het tentoon.
In de vroege 20e eeuw gingen gebreide kleren opnieuw deel uitmaken van de haute couture. In de jaren 20 werden gebreide debardeurs een modetrend nadat Edward, prins van Wales, het kledingstuk in 1921 in het openbaar had gedragen. In de jaren 40 introduceerde Coco Chanel de gebreide twinset. Gebreide kleding nam ook een prominente plaats in in de mode van de jaren 60 en 80, terwijl breien als hobby in dat laatste decennium net onpopulair werd. Nog altijd kiezen veel modeontwerpers voor gebreide stoffen in hun collecties.

### Beeldende kunst
Een recent verschijnsel is yarn bombing of 'wildbreien'. Wildbreiers bekleden voorwerpen met kleurrijke gebreide of gehaakte stukken stof. Magda Sayeg uit Texas wordt gezien als de pionier van yarn bombing. In 2005 breidde ze een hoesje rond de deurklink van haar boetiek in Houston, wat veel kijklustigen trok. Ze begon vervolgens breiwerkjes achter te laten op publieke plaatsen in de stad, bijvoorbeeld aan verkeersborden. Wildbreien is sindsdien uitgegroeid tot een wereldwijd fenomeen. Boomstammen, lantaarnpalen, zitbanken, vuilnisbakken, standbeelden en kunstwerken worden aangekleed met gebreide of gehaakte lapjes, vaak ter plaatse aan elkaar genaaid. Yarn bombing is daarmee uitgegroeid tot een vorm van street art. Het is in eerste instantie een poging om ongezellige, kille openbare ruimte op te eisen en te personaliseren. Bovendien is het net als traditionele graffiti een middel om aan zelfexpressie of maatschappijkritiek te doen. Soms schuilen er politieke motieven achter wildbreiwerk, niet in het minst de overtuiging dat de stedelijke omgeving best wat 'vrouwelijker' mag worden. Eigen aan wildbreien is dat het geen blijvende schade aanricht..

## Industriële productie en toepassingen
Commercieel breien van textiel en kleding gebeurt vrijwel alleen nog met breimachines. Breien is, na weven, de meest gehanteerde techniek om van garen stof te maken. De brei-industrie vervult twee taken in de productie van kleding: enerzijds gebreide stoffen maken voor kledingproducenten, naaiateliers en consumenten, en anderzijds afgewerkte kleding maken, zoals kousen, truien en ondergoed.
Door machinaal te breien, kunnen dunnere materialen, zoals acrylgaren, katoen, wol-acryl en katoen-acryl, gebruikt worden. Voor sommige toepassingen in de industrie worden daarom breitechnieken gebruikt om luchtige weefsels te creëren. Voorbeeld zijn gaasband van dunne metaaldraad, dat gebruikt wordt om twee geleidende delen elektrisch met elkaar te verbinden, en glasvezelband in thermische isolatie.